# 加利福尼亞州歷史
加利福尼亞州歷史是指人類在美國西部加利福尼亞州活動的紀錄，加州在13,000年至15,000年前就已經有美洲原住民居住在此。最早期的歐洲探險家在16世紀早期就已經沿著加州沿海航行。

## 早期
在英国伊丽莎白时期，著名的海盗弗朗西斯·德雷克爵士占领了新西班牙和新墨西哥北部所有的土地，成为英国的殖民地。虽然早在17世纪英国人的殖民地已经是“从大海到大海”，英国人对北美西岸的土地并没有多少兴趣。到18世纪末，西班牙传教士逐渐开始在西属加利福尼亚北部广博的土地上建立起定居点。当墨西哥从西班牙独立后，这些传教士定居点也成为了墨西哥政府的财产，但是很快就被遗弃。

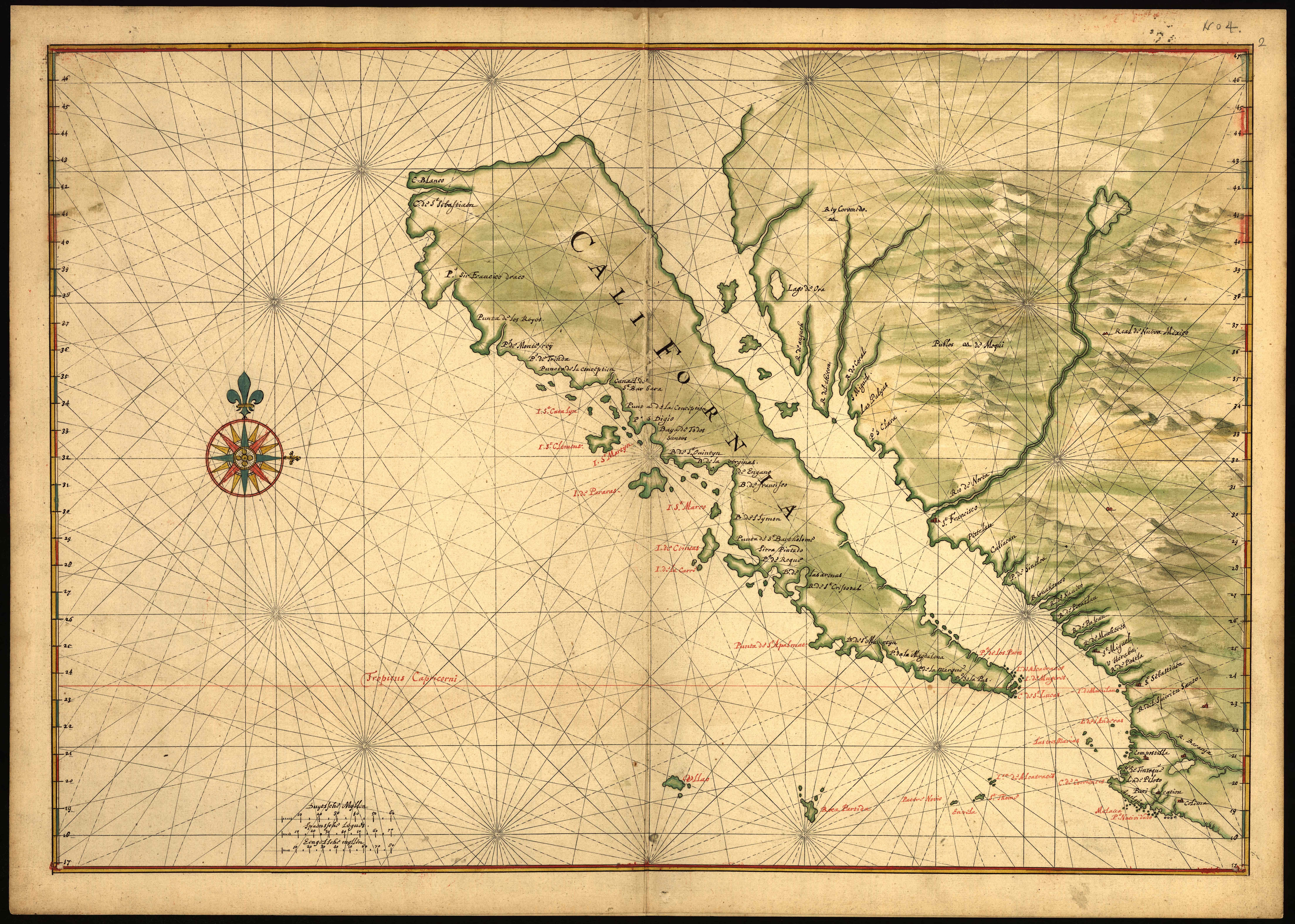
1650年的加利福尼亞州地圖

西班牙帝国在北美洲西北部的领土被命名为“加利福尼亚省”。1847年的美墨战争后，这片领土由美国和墨西哥分割。墨西哥所得到的那部分领土后来成了下加利福尼亞省（Baja California），而美国所获得的上加利福尼亚本來先是一個獨立共和國，他們则在1850年9月9日決定正式加入联邦，成为今天的加利福尼亚州。

## 淘金潮
1848年，上加利福尼亚的西班牙裔人口大约为4,000人。但是当加利福尼亚发现黄金的消息传开后，无数美国人和欧洲人在淘金热中涌向加利福尼亚，加利福尼亚共和国也随之宣告成立。当美国海军将领约翰·斯洛特（John D. Sloat）从旧金山湾进入加利福尼亚后，这个年轻的共和国被宣布成为美国的领土。1850年，加利福尼亚正式成为联邦的第31个州。

## 內戰
在美国内战期间，加州内部关于是加入北方军还是南方军发生分歧，虽然最终加州支持北方军，很多加州人依然参加了南方志愿军。
1870年代第一条贯穿美国的铁路的开通将太平洋沿岸的人们与美国其他地方连接起来。加州当地人也逐渐发现，加州的气候十分适合农作物的生长，特别是柳橙。直到今天加州的农业产量依然丰富。

## 20世紀
1900至1965年间，加州人口變化，从不到100万人，发展成为美国人口最多的一个州。1906年旧金山大地震和1928年圣弗朗西斯水坝溃决事件是加州死伤最为惨重的两起事故。1965年至今人口成分已经发生了巨大变化，今天的加州是全球人口最多样化的一个地区。加州居民在政治上倾向自由派。加州是美国的科技和文化中心，世界影视中心，以及美国农业大州。